# Liste der Kulturgüter in Toffen
Die Liste der Kulturgüter in Toffen enthält alle Objekte in der Gemeinde Toffen im Kanton Bern, die gemäss der Haager Konvention zum Schutz von Kulturgut bei bewaffneten Konflikten, dem Bundesgesetz vom 20. Juni 2014 über den Schutz der Kulturgüter bei bewaffneten Konflikten sowie der Verordnung vom 29. Oktober 2014 über den Schutz der Kulturgüter bei bewaffneten Konflikten unter Schutz stehen.
Objekte der Kategorie A sind vollständig in der Liste enthalten, Objekte der Kategorie B sind auf Gemeindegebiet nicht ausgewiesen, Objekte der Kategorie C fehlen zurzeit (Stand: 23. April 2024). Unter übrige Baudenkmäler sind geschützte Objekte zu finden, die im Bauinventar des Kantons Bern als «schützenswert» verzeichnet sind.

## Kulturgüter
| Foto |                                                        | Objekt                        | Kat. | Typ | Standort                     | Beschreibung |
| ---- | ------------------------------------------------------ | ----------------------------- | ---- | --- | ---------------------------- | --- |
| ja   | Datei hochladen · Wikidata zu Schloss Toffen (Q691482) | Schloss Toffen KGS-Nr.: 01279 | A    | G   | Schlossweg 4 603838 / 190251 | Die aus einer Ende des 13. Jahrhunderts erstmals erwähnten mittelalterlichen Burg hervorgegangene hufeisenförmige Schlossanlage auf einer künstlichen Terrasse nördlich des Dorfes erhielt ihre heutige Form Mitte des 18. Jahrhunderts. Das Hauptgebäude ist ein zweigeschossiger Putzbau unter Walmdach, dessen Hoffassade durch einen übergiebelten Mittelrisalit geprägt ist. |

## Übrige Baudenkmäler
Hinweis: Anstelle der KGS-Nummer wird als Objekt-Identifikator (ID) die Grundstücksnummer verwendet.
| ID  | Foto |                                                                              | Objekt                            | Typ | Standort                          | Beschreibung |
| --- | ---- | ---------------------------------------------------------------------------- | --------------------------------- | --- | --------------------------------- | ------------ |
| 56  | ja   | Datei hochladen · Wikidata zu Feldkeller (1592) (Q111352313)                 | Feldkeller (1592)                 | G   | Bernstrasse 40 603949 / 190396    |              |
| 151 | ja   | Datei hochladen · Wikidata zu Wälchli-Stöckli (1827) (Q111352306)            | Wälchli-Stöckli (1827)            | G   | Thunstrasse 4 603980 / 189698     |              |
| 233 | ja   | Datei hochladen · Wikidata zu Bauernhaus (1792) (Q111352245)                 | Bauernhaus (1792)                 | G   | Thunstrasse 30 604022 / 189529    |              |
| 233 | ja   | Datei hochladen · Wikidata zu Speicher (um 1800) (Q111352226)                | Speicher (um 1800)                | G   | Thunstrasse 30b 604020 / 189484   |              |
| 265 | ja   | Datei hochladen · Wikidata zu Bären-Stöckli (1685) (Q111352115)              | Bären-Stöckli (1685)              | G   | Bernstrasse 16 603952 / 190021    |              |
| 383 | ja   | Datei hochladen · Wikidata zu Schulhaus (1912) (Q111352037)                  | Schulhaus (1912)                  | G   | Bahnhofstrasse 10 604060 / 189870 |              |
| 454 | ja   | Datei hochladen · Wikidata zu Zehnten- und Pferdescheune (1710) (Q111351928) | Zehnten- und Pferdescheune (1710) | G   | Schlossweg 1 603898 / 190155      |              |
| 454 | ja   | Datei hochladen · Wikidata zu Bauernhaus (1748) (Q111350556)                 | Bauernhaus (1748)                 | G   | Schlossweg 2 603885 / 190188      |              |
| 454 | ja   | Datei hochladen · Wikidata zu Scheune (Mitte 18. Jh.) (Q111349713)           | Scheune (Mitte 18. Jh.)           | G   | Schlossweg 7 603844 / 190086      |              |
| 456 | ja   | Datei hochladen · Wikidata zu Bauernhaus (um 1800) (Q111316770)              | Bauernhaus (um 1800)              | G   | Neuhaus 1 603569 / 189794         |              |